# Gara Cernele
Gara Cernele este o stație de cale ferată care deservește municipiul Craiova, România.